# Solhatt

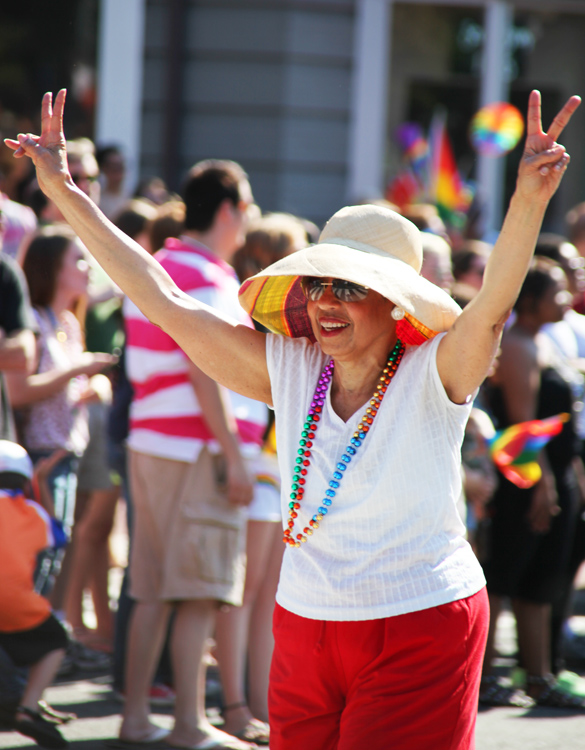
En kvinna som bär solhatt.

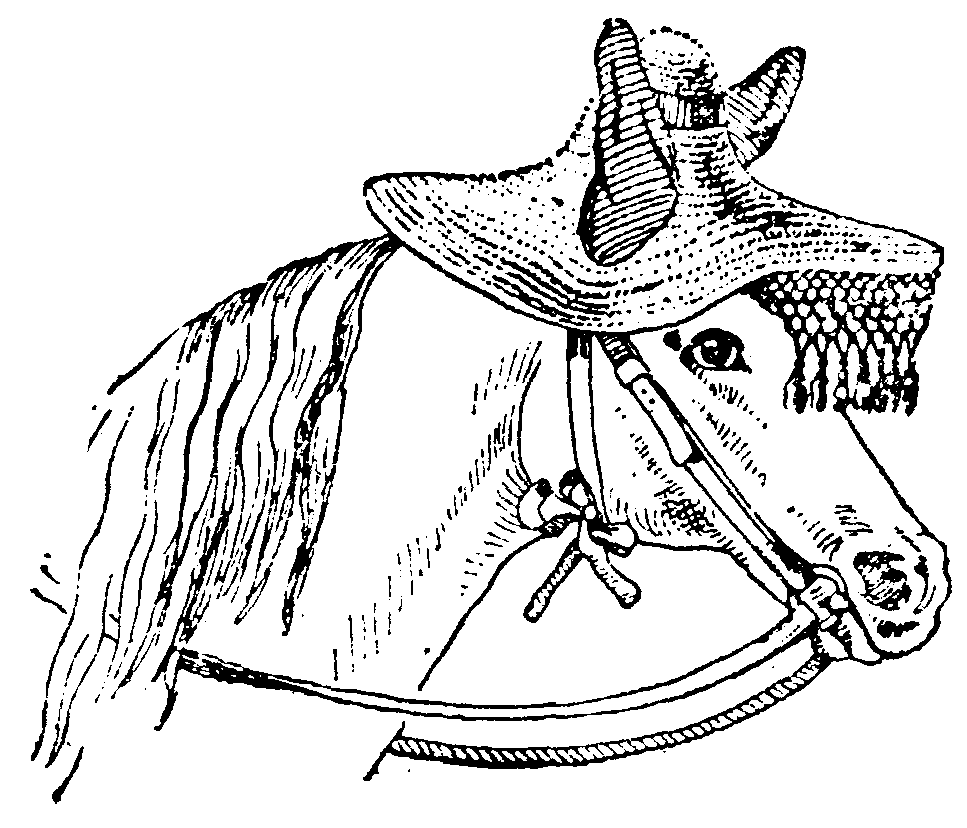
En häst som bär solhatt.

Solhatt är en hatt, ofta vidbrättad, som används i syfte att skydda huvudet mot (stark) solstrålning.
Barn bör bära solhatt och kläder med långa ben och ärmar som skydd mot solen och helst vistas i skuggan.

## Solhatt för hästar
Solhatt är ett skydd mot solsting för hästar, som ofta används särskilt i sydliga länder på dragare, som i långsamt tempo drar vagnar eller dylikt och stundtals måste tåla den tropiska solens brännande strålar även stillastående.